# Oparanica (wzgórze)
Oparanica (ok. 470 m) – skaliste wzniesienie na Wyżynie Częstochowskiej między miejscowościami Smoleń w województwie śląskim i Strzegowa w województwie małopolskim. Stoki zachodnie opadają do Doliny Wodącej, wschodnie na pola uprawne Strzegowej. Jest w większości porośnięta lasem, tylko dolna część zboczy to pola uprawne Smolenia i Strzegowej. Od południowo-zachodniej strony Oparanica łączy się z grzbietem Zegarowych Skał.
Na Oparanicy znajduje się kilka wapiennych ostańców: Skała Pierwsza, Skała Druga, Grodzisko Trzecie i Oparanica. Ten ostatni jest pomnikiem przyrody.
Oparanica znajduje się w ciągu wzgórz tworzących orograficznie lewe zbocza Doliny Wodącej. W kierunku od północy na południe są to wzgórza: Śmietnik, Pociejówka, Oparanica, Zegarowe Skały, Strzegowa Skała, Grodzisko Chłopskie i Grodzisko Pańskie.